# S-Bahn de Berlin
La S-Bahn de Berlin (S-Bahn Berlin [ɛs.baːn bɛɐ̯.ˈliːn], abréviation de Stadtschnellbahn [ˈʃtatˈʃnɛlˌbaːn], en français : « train express urbain », est un réseau S-Bahn desservant l'agglomération berlinoise. Il constitue, avec le métro (U-Bahn), le plus important des moyens de transport en commun ferrés de l'agglomération. Le réseau, qui couvre 340 km, est géré par la filiale de la région berlinoise de la Deutsche Bahn et est exploité par la société S-Bahn Berlin GmbH, dans le cadre d'un accord avec l'association de transport de Berlin-Brandebourg. Il comprend 16 lignes desservant 168 gares, dont 132 dans la ville de Berlin et 36 dans le land de Brandebourg. Il est, avec le réseau S-Bahn de Hambourg, le seul en Allemagne qui soit exploité en alimentation électrique de traction par troisième rail.

## Histoire

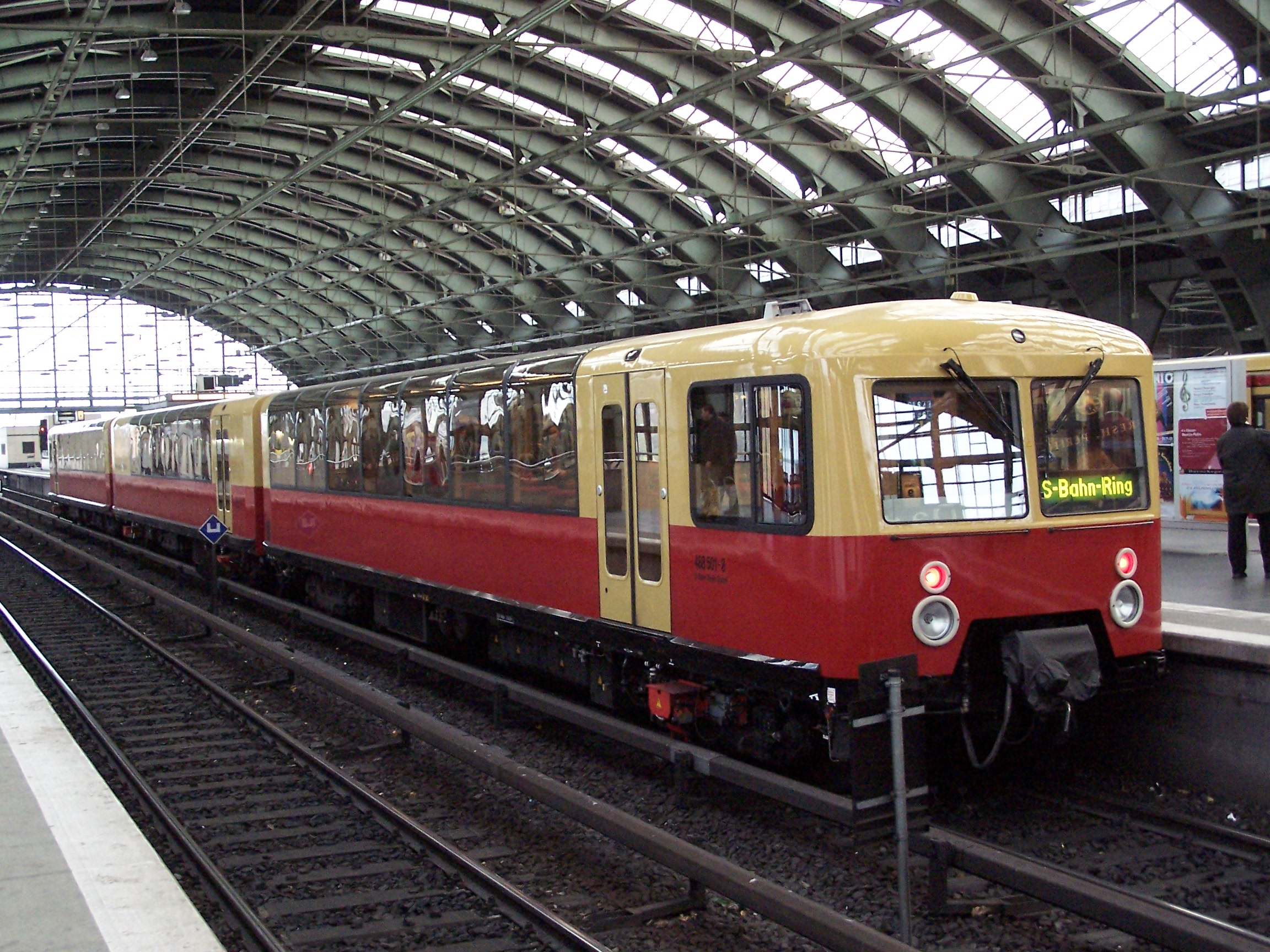
Rame panoramique pour services spéciaux.

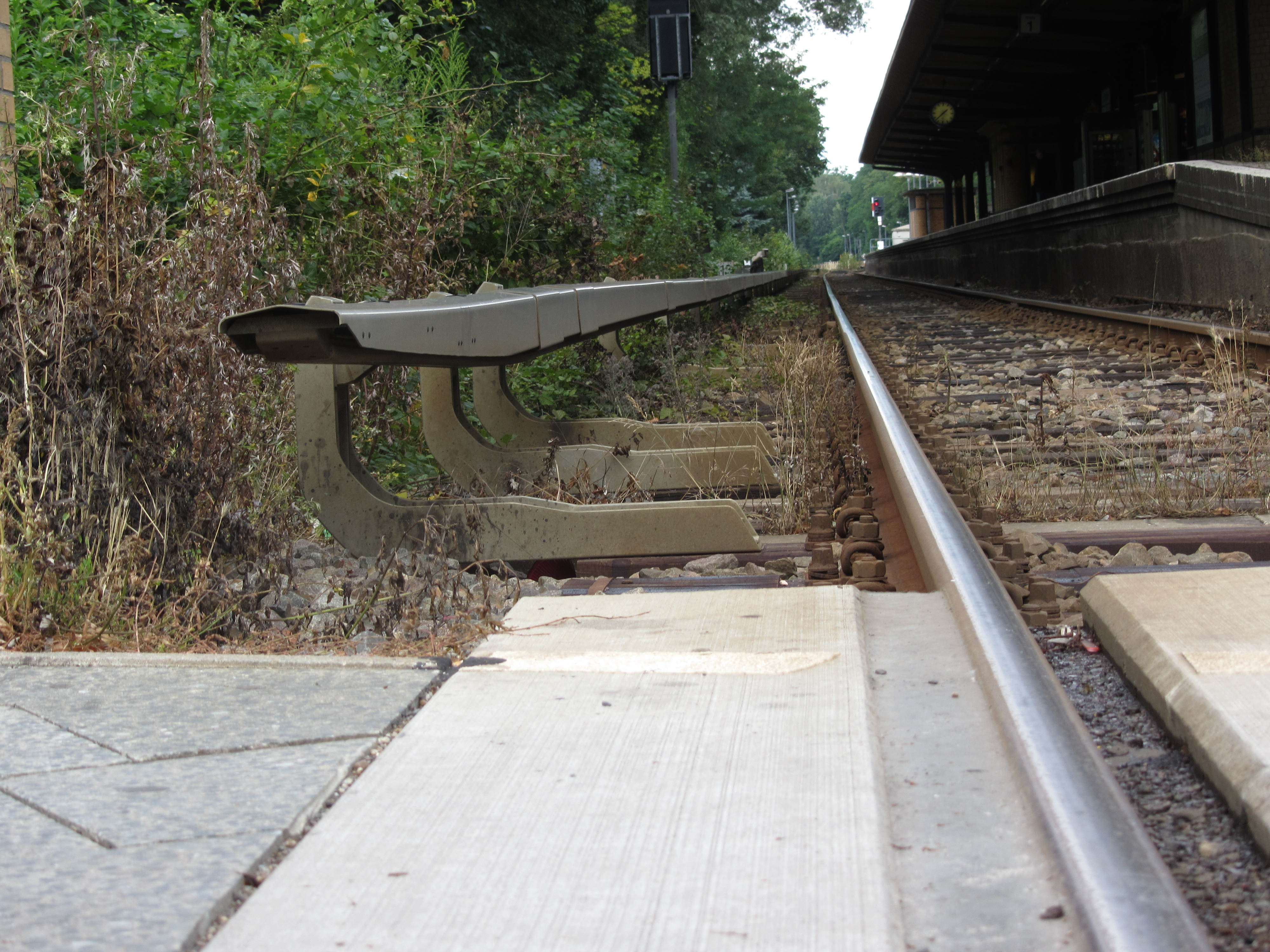
Le S-Bahn de Berlin est alimenté par un troisième rail, touché d'en bas. Vue au passage à niveau à la gare de Berlin-Lichtenrade.

Si certaines portions datent des années 1870, le réseau S-Bahn de Berlin est né en 1924. Il a été formé à partir du réseau des chemins de fer de banlieue de Berlin et a été converti lors de l'exploitation de la vapeur, puis de l'électricité en 1929. Les services de la S-Bahn ont d'abord été fournis par la compagnie ferroviaire nationale allemande, la Deutsche Reichsbahn.
Après la fin de la Seconde Guerre mondiale, Berlin est divisé en quatre secteurs et entouré par la zone d'occupation soviétique. Les alliés décident que le service S-Bahn doit être remis en état et le service assuré par le Deutsche Reichsbahn est-allemand (DR).
À la construction du mur de Berlin, les réseaux de l'est et de l'ouest sont séparés, mais restent exploités par la DR. Les gares de la ligne nord-sud situés dans le secteur oriental sont fermées aux voyageurs par les autorités de la RDA (« gares fantômes ») et les trains relient la gare d'Humboldthain (secteur français) et la gare d'Anhalt (secteur américain) sans s'arrêter. En réaction, syndicats et personnalités politiques de l'ouest appellent à un boycott de la S-Bahn. L'exploitation devient de plus en plus coûteuse pour la DR qui néglige l'entretien est contrainte de prendre des mesures drastiques. En 1980, les employés de la DR dans les secteurs de Berlin-ouest lancent une grève, mais échouent à faire valoir leurs revendications, et nombre d'entre eux perdent leur emploi. Les appels au transfert du service se font de plus en plus fréquents et la partie ouest du réseau est finalement reprise par la Berliner Verkehrsbetriebe (BVG, exploitant du métro et des bus à l'ouest) en 1984.
Dans le cadre de la réunification allemande, l'interconnexion est rétablie en juillet 1990 et l'exploitation continue de façon conjointe entre BVG et DR jusqu'à la fin de 1993. Peu après, la Deutsche Bundesbahn et de la Deutsche Reichsbahn sont fusionnées pour former la Deutsche Bahn ; puis une filiale est créée en 1995 pour gérer le réseau de S-Bahn de Berlin.
Le réseau de la S-Bahn a fait l'objet de nombreuses critiques et d'incidents répétés durant l'année 2009, en raison du manque d'entretien et de maintenance des lignes et des rames ; ainsi, certaines rames ont été retirées du service du fait de leur vétusté. Le nombre de rames est donc passé de 536 en service normal à seulement 163, détériorant la qualité et la confiance des usagers dans le service.

## Carte

### Lignes
Les lignes sont divisées en sous-lignes et sont désignés par des lettres majuscules et des chiffres romains. Chaque rame est à 20 minutes d'intervalle, cependant les rames de l'anneau ferroviaire autour de Berlin ne sont qu'à 10 minutes d'intervalle.
Le système utilisant un « S » stylisé «  » et un numéro pour désigner les lignes a été introduit le 9 janvier 1984 dans la partie ouest de la ville, puis, après la réunification, le 2 juin 1991 dans la partie orientale. La disposition des lignes forme un anneau (le ring) traversé dans le sens nord-sud et est-ouest et duquel partent quinze lignes en direction des banlieues et du Brandebourg, les rames vont alors être espacées de 20 à 5 minutes en fonction de la fréquentation et du moment de la journée ; les lignes extérieures peuvent être espacées jusqu'à une heure. La ligne 41 roule dans le sens inverse des aiguilles d'une montre, la ligne 42, elle, circule dans le sens des aiguilles d'une montre. À l'opposé de la U-Bahn qui est principalement souterraine, la S-Bahn est, elle, majoritairement aérienne.
| Vue d'ensemble des lignes du S-Bahn (valide au 1er septembre 2013) |                                                               |                                                      |                    |                |                      |
| Ligne | Sous-ligne                                                    | Terminus                                             | Nombre de stations | Longueur       | Temps total          |
| | Stations (celles en italique se trouvent dans le Brandenburg) |                                                      |                    |                |                      |
| | P (Paula)                                                     | Oranienburg ↔ Wannsee                                | 35                 | 51,7           | 81 min               |
| P I (Panther) | Frohnau ↔ Wannsee                                             | 30                                                   | 37,7               | 64 min         |                      |
| P II (Pastor) | Potsdamer Platz ↔ Zehlendorf                                  | 12                                                   | 12,7               | 22 min         |                      |
| Oranienburg – Lehnitz – Borgsdorf – Birkenwerder – Hohen Neuendorf – Frohnau – Hermsdorf – Waidmannslust – Wittenau (U8) – Wilhelmsruh – Schönholz – Wollankstraße – Bornholmer Straße – Gesundbrunnen (U8) – Humboldthain – Nordbahnhof – Oranienburger Straße – Friedrichstraße (U6) – Brandenburger Tor (U55) – Potsdamer Platz (U2) – Anhalter Bahnhof – Yorckstraße (Großgörschenstraße) (U7) – Julius-Leber-Brücke – Schöneberg – Friedenau – Feuerbachstraße – Rathaus Steglitz (U9) – Botanischer Garten – Lichterfelde West – Sundgauer Straße – Zehlendorf – Mexikoplatz – Schlachtensee – Nikolassee – Wannsee |                                                               |                                                      |                    |                |                      |
| | W (Wulf)                                                      | Bernau ↔ Blankenfelde                                | 28                 | 46,6           | 70 min               |
| W I (Wespe) | Buch ↔ Lichtenrade                                            | 22                                                   | 32,5               | 50 min         |                      |
| Bernau – Bernau-Friedenstal – Zepernick – Röntgental – Buch – Karow – Blankenbourg – Pankow-Heinersdorf – Pankow (U2) – Bornholmer Straße – Gesundbrunnen (U8) – Humboldthain – Nordbahnhof – Oranienburger Straße – Friedrichstraße (U6) – Brandenburger Tor (U55) – Potsdamer Platz (U2) – Anhalter Bahnhof – Yorckstraße (U7) – Südkreuz – Priesterweg – Attilastraße – Marienfelde – Buckower Chaussee – Schichauweg – Lichtenrade – Mahlow – Blankenfelde |                                                               |                                                      |                    |                |                      |
| | V (Viktor)                                                    | Hennigsdorf ↔ Teltow                                 | 27                 | 40,1           | 61 min               |
| Hennigsdorf – Heiligensee – Schulzendorf – Tegel – Eichborndamm – Karl-Bonhoeffer-Nervenklinik (U8) – Alt-Reinickendorf – Schönholz – Wollankstraße – Bornholmer Straße – Gesundbrunnen (U8) – Humboldthain – Nordbahnhof – Oranienburger Straße – Friedrichstraße (U6) – Brandenburger Tor (U55) – Potsdamer Platz (U2) – Anhalter Bahnhof – Yorckstraße (U7) – Südkreuz – Priesterweg – Südende – Lankwitz – Lichterfelde Ost – Osdorfer Straße – Lichterfelde Süd – Teltow Stadt |                                                               |                                                      |                    |                |                      |
| | V I (Vampir)                                                  | (Waidmannslust) ↔ Potsdamer Platz ↔ Teltow           | 23 11              | 30,4 15,6      | 51 min 24 min        |
| Waidmannslust – Wittenau (U8) – Wilhelmsruh – Schönholz – Wollankstraße – Bornholmer Straße – Gesundbrunnen (U8) – Humboldthain – Nordbahnhof – Oranienburger Straße – Friedrichstraße (U6) – Brandenburger Tor (U55) – Potsdamer Platz (U2) – Anhalter Bahnhof – Yorckstraße (U7) – Südkreuz – Priesterweg – Südende – Lankwitz – Lichterfelde Ost – Osdorfer Straße – Lichterfelde Süd – Teltow Stadt |                                                               |                                                      |                    |                |                      |
| | B (Berta)                                                     | Spandau ↔ Erkner                                     | 30                 | 44,6           | 74 min               |
| B I (Bussard) | Ostbahnof ↔ Friedrichshagen ↔ (Erkner)                        | 13 10                                                | 24,3 14,6          | 33 min 22 min  |                      |
| B I (Bussard) | Ostkreuz ↔ Friedrichshagen                                    | 8                                                    | 12,5               | 17 min         |                      |
| Spandau (U7) – Stresow – Pichelsberg – Olympiastadion – Heerstraße – Messe Süd – Westkreuz – Charlottenburg (U7) – Savignyplatz – Zoologischer Garten (U2, U9) – Tiergarten – Bellevue – Berlin Hauptbahnhof (U55) – Friedrichstraße (U6) – Hackescher Markt – Alexanderplatz (U2, U5, U8) – Jannowitzbrücke (U8) – Berlin Ostbahnhof – Warschauer Straße (U1) – Ostkreuz – Rummelsburg – Betriebsbahnhof Rummelsburg – Karlshorst – Wuhlheide – Köpenick – Hirschgarten – Friedrichshagen – Rahnsdorf – Wilhelmshagen – Erkner                                                                                           |                                                               |                                                      |                    |                |                      |
| | A (Anton)                                                     | Gesundbrunnen ↔ Gesundbrunnen                        | 28                 | 36,8           | 60 min               |
| A I (Adler) | Gesundbrunnen ↔ Gesundbrunnen                                 | 28                                                   | 36,8               | 60 min         |                      |
| Gesundbrunnen (U8) – Schönhauser Allee (U2) – Prenzlauer Allee – Greifswalder Straße – Landsberger Allee – Storkower Straße – Frankfurter Allee (U5) – Ostkreuz – Treptower Park – Sonnenallee – Neukölln (U7) – Hermannstraße (U8) – Tempelhof (U6) – Südkreuz – Schöneberg – Innsbrucker Platz (U4) – Bundesplatz (U9) – Heidelberger Platz (U3) – Hohenzollerndamm – Halensee – Westkreuz – Messe Nord/ICC – Westend – Jungfernheide (U7) – Beusselstraße – Westhafen (U9) – Wedding (U6) – Gesundbrunnen (U8) |                                                               |                                                      |                    |                |                      |
| | R (Richard)                                                   | Gesundbrunnen ↔ Gesundbrunnen                        | 28                 | 36,8           | 60 min               |
| R I (Reiher) | Gesundbrunnen ↔ Gesundbrunnen                                 | 28                                                   | 36,8               | 60 min         |                      |
| Stations en séquence inverse de S41 |                                                               |                                                      |                    |                |                      |
| | U I (Ulrich)                                                  | Südkreuz ↔ Berlin-Schönefeld                         | 12                 | 21,8           | 32 min               |
| Südkreuz – Tempelhof (U6) – Hermannstraße (U8) – Neukölln (U7) – Köllnische Heide – Baumschulenweg – Schöneweide – Betriebsbahnhof Schöneweide – Adlershof – Altglienicke – Grünbergallee – Schönefeld |                                                               |                                                      |                    |                |                      |
| | D (Dora)                                                      | Westend ↔ Königs Wusterhausen                        | 23                 | 40,6           | 58 min               |
| Westend – Messe Nord/ICC – Westkreuz – Halensee – Hohenzollerndamm – Heidelberger Platz (U3) – Bundesplatz (U9) – Innsbrucker Platz (U4) – Schöneberg – Südkreuz – Tempelhof (U6) – Hermannstraße (U8) – Neukölln (U7) – Köllnische Heide – Baumschulenweg – Schöneweide – Betriebsbahnhof Schöneweide – Adlershof – Grünau – Eichwalde – Zeuthen – Wildau – Königs Wusterhausen |                                                               |                                                      |                    |                |                      |
| | K (Konrad)                                                    | Hermannstraße ↔ Spindlersfeld                        | 7                  | 10,3           | 18 min               |
| Hermannstraße (U8) – Neukölln (U7) – Köllnische Heide – Baumschulenweg – Schöneweide – Oberspree – Spindlersfeld |                                                               |                                                      |                    |                |                      |
| | E (Emil)                                                      | Westkreuz ↔ Mahlsdorf ↔ Strausberg ↔ Strausberg Nord | 30 27 21           | 48,8 39,3 24,0 | 78 min 67 min 45 min |
| E I (Elster) | Westkreuz ↔ Mahlsdorf ↔ (Hoppegarten)                         | 23 21                                                | 28,3 24            | 52 min 45 min  |                      |
| E II (Eiche) | Lichtenberg ↔ Mahlsdorf                                       | 6                                                    | 6,7                | 12 min         |                      |
| E III (Erna) | Mahlsdorf ↔ Strausberg ↔ Strausberg Nord                      | 10 7                                                 | 24,4 15,3          | 31 min 20 min  |                      |
| S II (Sirius) | Gare de l'Est ↔ Mahlsdorf                                     | 9                                                    | 11,3               | 18 min         |                      |
| Westkreuz – Charlottenburg (U7) – Savignyplatz – Zoologischer Garten (U2, U9) – Tiergarten – Bellevue – Hauptbahnhof (U55) – Friedrichstraße (U6) – Hackescher Markt – Alexanderplatz (U2, U5, U8) – Jannowitzbrücke (U8) – Ostbahnhof – Warschauer Straße (U1) – Ostkreuz – Nöldnerplatz – Lichtenberg (U5) – Friedrichsfelde Ost – Biesdorf – Wuhletal (U5) – Kaulsdorf – Mahlsdorf – Birkenstein – Hoppegarten – Neuenhagen – Fredersdorf – Petershagen Nord – Strausberg – Strausberg Hegermühle – Strausberg Stadt – Strausberg Nord                                                                                 |                                                               |                                                      |                    |                |                      |
| | O (Otto)                                                      | Potsdam Hauptbahnhof ↔ Ahrensfelde                   | 29                 | 47,4           | 74 min               |
| O I (Olaf) | Potsdam Hauptbahnhof ↔ Ahrensfelde                            | 29                                                   | 47,4               | 74 min         |                      |
| Potsdam Hauptbahnhof – Babelsberg – Griebnitzsee – Wannsee – Nikolassee – Grunewald – Westkreuz – Charlottenburg (U7) – Savignyplatz – Zoologischer Garten (U2, U9) – Tiergarten – Bellevue – Hauptbahnhof (U55) – Friedrichstraße (U6) – Hackescher Markt – Alexanderplatz (U2, U5, U8) – Jannowitzbrücke (U8) – Ostbahnhof – Warschauer Straße (U1) – Ostkreuz – Nöldnerplatz – Lichtenberg (U5) – Friedrichsfelde Ost – Springpfuhl – Poelchaustraße – Marzahn – Raoul-Wallenberg-Straße – Mehrower Allee – Ahrensfelde                                                                                                |                                                               |                                                      |                    |                |                      |
| | T (Theodor)                                                   | Ostkreuz ↔ Lichtenberg ↔ Wartenberg                  | 8                  | 12,1           | 19 min               |
| T I (Tapir) | (Ostkreuz) ↔ Lichtenberg ↔ Wartenberg                         | 6 8                                                  | 9,9 12,2           | 15 19          |                      |
| Ostkreuz – Nöldnerplatz – Lichtenberg (U5) – Friedrichsfelde Ost – Springpfuhl – Gehrenseestraße – Hohenschönhausen – Wartenberg |                                                               |                                                      |                    |                |                      |
| | N (Nordpol)                                                   | Birkenwerder ↔ Blankenbourg ↔ Grünau ↔ (Zeuthen)     | 24 22              | 56,4 45,3      | 72 min 64 min        |
| Birkenwerder –Hohen Neuendorf – Bergfelde – Schönfließ – Mühlenbeck-Mönchmühle – Blankenbourg – Pankow-Heinersdorf – Pankow (U2) – Bornholmer Straße – Schönhauser Allee (U2) – Prenzlauer Allee – Greifswalder Straße – Landsberger Allee – Storkower Straße – Frankfurter Allee (U5) – Ostkreuz – Treptower Park – Plänterwald – Baumschulenweg – Schöneweide – Betriebsbahnhof Schöneweide – Adlershof – Grünau (- Eichwalde – Zeuthen) |                                                               |                                                      |                    |                |                      |
| | N I (Neiße)                                                   | Pankow ↔ Schöneweide ↔ (Grünau)                      | 16 13              | 23,8 17,3      | 38 min 29 min        |
| Pankow (U2) – Bornholmer Straße – Schönhauser Allee (U2) – Prenzlauer Allee – Greifswalder Straße – Landsberger Allee – Storkower Straße – Frankfurter Allee (U5) – Ostkreuz – Treptower Park – Plänterwald – Baumschulenweg – Schöneweide – Betriebsbahnhof Schöneweide – Adlershof – Grünau |                                                               |                                                      |                    |                |                      |
| | C (Cäsar)                                                     | Spandau ↔ Berlin-Schönefeld                          | 28                 | 40,7           | 72 min               |
| Spandau (U7) – Stresow – Pichelsberg – Olympiastadion – Heerstraße – Messe Süd – Westkreuz – Charlottenburg (U7) – Savignyplatz – Zoologischer Garten (U2, U9) – Tiergarten – Bellevue – Hauptbahnhof (U55) – Friedrichstraße (U6) – Hackescher Markt – Alexanderplatz (U2, U5, U8) – Jannowitzbrücke (U8) – Ostbahnhof – Warschauer Straße (U1) – Treptower Park – Plänterwald – Baumschulenweg – Schöneweide – Betriebsbahnhof Schöneweide – Adlershof – Altglienicke – Grünbergallee – Flughafen Berlin-Schönefeld |                                                               |                                                      |                    |                |                      |

## Fréquentation

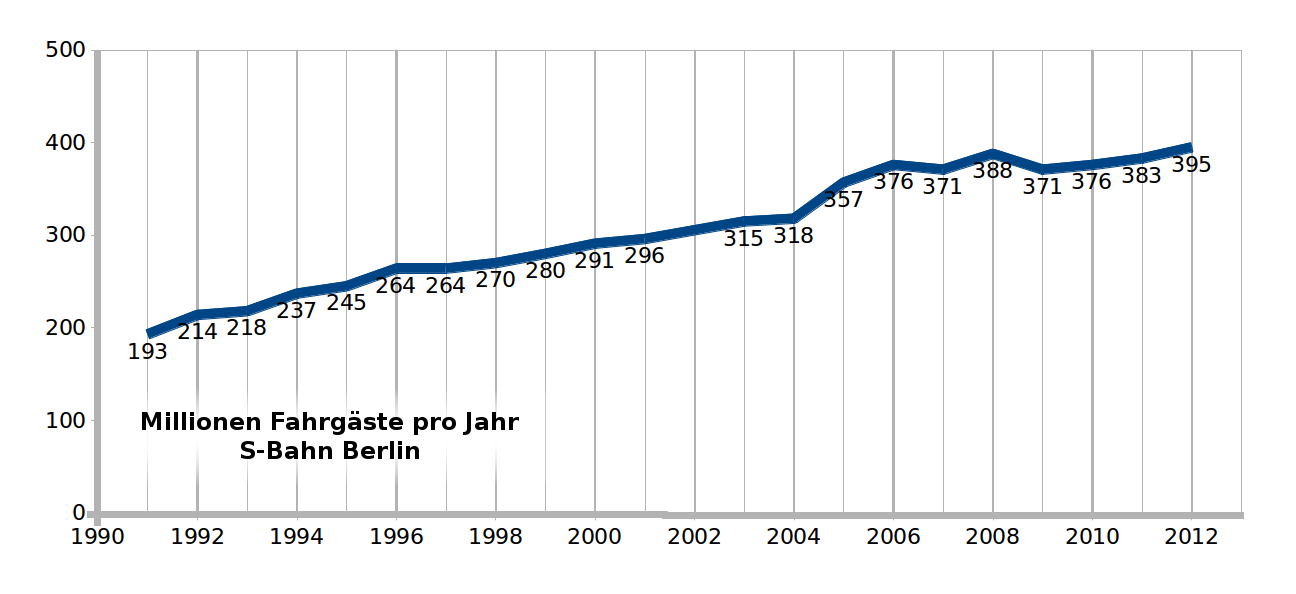
Évolution de la fréquentation du S-Bahn depuis 1990

| Année | Millions de passagers |
| ----- | --------------------- |
| 1991  | 193                   |
| 1992  | 214                   |
| 1993  | 218                   |
| 1994  | 237                   |
| 1995  | 245                   |
| 1996  | 264                   |
| 1997  | 264                   |
| 1998  | 270                   |
| 1999  | 280                   |
| 2000  | 291                   |
| 2001  | 296                   |
| 2002  | 305                   |
| 2003  | 315                   |
| 2004  | 318                   |
| 2005  | 357                   |
| 2006  | 376                   |
| 2007  | 371                   |
| 2008  | 388                   |
| 2009  | 371                   |
| 2010  | 376                   |
| 2011  | 383                   |
| 2012  | 395                   |
| 2013  | 402                   |
| 2014  | 413,9                 |